# Rehau
Rehau je německé město ve spolkové zemi Bavorsko, v zemském okrese Hof. Je světově proslulé především výrobou plastových oken značky REHAU.

## Geografická poloha
Rehau se nachází v pahorkatém pohoří Smrčiny na úpatí hory Großen Kornbergs (Velký Kornberg) (827 m n. m.) na severovýchodě Horních Frank. Od České republiky ho dělí tři kilometry, od Saska devět.
Městem Rehau protéká Perlenbach a Höllbach, které se ve městě slévají do Schwesnitz.

## Historie

### Název města
Přestože se jméno města skládá ze dvou slov: Reh (srnec) a Au (niva), ani jedno nemá s historií města nic společného. Slovo Rehau pochází ze slova Resawe (patrně pocházející ze slovanského rezawe, což znamená buď „část lesa“, či „vykácený les“), což byl původní název města, známý od roku 1234. Během staletí vývoje jazyka se na původní význam slova zapomnělo, a původ názvu byl vysvětlován jinak. V době kdy se W často psalo jako U, se název změnil na Resau, a později na Rehau.

### Dějiny města
První zmínka o Rehau pochází z roku 1234, kdy se obec nazývala ještě Resawe. V roce 1427 byla Rehau propůjčena městská práva. 22. května 1470 nechala rada města postavit vlastní farní budovu. Protože Rehau náleželo knížectví Kulmbachskému (od roku 1604 knížectví Bayreuthskému), vedl markrabě Georg Brandenbursko-Ansbašský město k luteránství.
Od roku 1647 se začalo v městské čtvrti Pilgramsreuth (tehdy ještě samostatná vesnice) pěstovat brambory ve velkém. Jednalo se o první místo v Německu, kde bylo uskutečněno pěstování brambor v tak velkém měřítku.
Mezi lety 1763 a 1817 bylo skoro celé město zničeno sérií ničivých požárů. Do roku 1824 bylo však město obnoveno pod vedením Johanna Wilhelma Baumanna. V té době náleželo Rehau již k Bavorsku.
Spisovatel Karel May vytvořil městu Rehau literární památník ve svém románu Vánoce z roku 1897, kdy napsal, že Old Shatterhand narozený v Sasku potkává rodinu pocházející z Rehau.
Na jaře 1945 prošel skrz Rehau druhý Pochod smrti z Helmbrechtsu. 1175 žen bylo převáženo z tábora v Helmbrechtsu a měli se dostat přes Františkovy Lázně do českých Volar. 200 až 500 žen zemřelo po cestě vyčerpáním nebo bylo zavražděno. Čtyři z těchto obětí jsou pohřbeny ve společném hrobě na místním městském hřbitově.
Mezi lety 1946 a 1948 se v Rehau nacházel tábor pro židovské Displaced Persons (zkráceně: DPs), tedy ty, kteří byli zachráněni z koncentračních táborů, a vraceli se ke svým rodinám.

## Místní části
| - Rehau, - Dobeneck, - Faßmannsreuth (386 obyvatel), - Fohrenreuth (81 obyvatel), - Eulenhammer (27 obyvatel), - Kühschwitz (79 obyvatel), | - Neuhausen (81 obyvatel), - Schönlind (80 obyvatel), - Pilgramsreuth (291 obyvatel), - Wurlitz (176 obyvatel) - Woja (31 obyvatel). |

## Partnerská města
- Aš, Česko
- Bourgoin-Jaillieu, Francie (od roku 1963)
- Olešnice (Oelsnitz),Německo (od roku 1990)
- Oborniki Śląskie, Polsko (od roku 2004)